# Edwin Holliday
Edwin Holliday (sinh ngày 17 tháng 6 năm 1939) là một cựu cầu thủ bóng đá người Anh thi đấu cho Middlesbrough, Sheffield Wednesday, Hereford United, Workington và Peterborough United trước khi giải nghệ năm 1970 do chấn thương. Ông cũng có 3 lần khoác áo cho đội tuyển quốc gia Anh. Ông là anh em họ đầu của cầu thủ Leeds Colin Grainger và của cầu thủ Jack Grainger.